# Superettan
La Superettan es la segunda liga de mayor nivel en el sistema sueco, en la que participan 16 equipos de fútbol. Fue creada en 2000. 
Hasta la temporada 2000, la segunda división estuvo dividida en dos zonas (norte y sur) de catorce equipos cada uno, un formato similar al actual de la División 1.

## La competición
El torneo cuenta con 16 equipos, y se disputa mediante el sistema de todos contra todos, donde cada equipo jugó contra los demás dos veces, una como local, y otra como visitante.
Cada equipo recibe tres puntos por partido ganado, un punto en caso de empate, y ninguno si pierde.
Al finalizar el torneo, el equipo con mayor cantidad de puntos se consagra campeón y asciende automáticamente a la Allsvenskan, junto con el equipo ubicado segundo. El equipo ubicado tercero tiene la posibilidad de ascender mediante la disputa de una serie de promoción contra el decimocuarto (14°) equipo de la Allsvenskan.
Los equipos que queden ubicados en las últimas dos posiciones descienden automáticamente a la tercera división, mientras que aquellos ubicado en la decimotercera (13°) y decimocuarta (14°) posición deben jugar una serie cada uno contra un equipo proveniente de la tercera división, donde el ganador disputa la siguiente temporada de la Segunda división.

## Equipos de la temporada 2025
| Club            | Ciudad          | Estadio                 | Césped1    | Capacidad1 |
| --------------- | --------------- | ----------------------- | ---------- | ---------- |
| Falkenbergs FF  | Falkenberg      | Falcon Alkoholfri Arena | Natural    | 5,500      |
| GIF Sundsvall   | Sundsvall       | NP3 Arena               | Artificial | 8,034      |
| Helsingborgs IF | Helsingborg     | Estadio Olympia         | Natural    | 16,700     |
| IK Brage        | Borlänge        | Domnarvsvallen          | Artificial | 6,500      |
| IK Oddevold     | Uddevalla       | Rimnersvallen           | Natural    | 4,000      |
| Kalmar FF       | Kalmar          | Guldfågeln Arena        | Natural    | 12,100     |
| Landskrona BoIS | Landskrona      | Landskrona Idrottsplats | Natural    | 11,500     |
| Örebro SK       | Örebro          | Behrn Arena             |            | 14,500     |
| Örgryte IS      | Gotemburgo      | Gamla Ullevi            | Natural    | 18,416     |
| Östersunds FK   | Östersund       | Jämtkraft Arena         |            | 8,466      |
| Sandvikens IF   | Sandviken       | Jernvallen              | Natural    | 7,000      |
| Trelleborgs FF  | Trelleborg      | Vångavallen             | Natural    | 7,000      |
| Umeå FC         | Umeå            | Umeå Energi Arena       | Natural    | 10,000     |
| Utsiktens BK    | Västra Frölunda | Ruddalens IP            |            | 1,500      |
| Varbergs BoIS   | Varberg         | Påskbergsvallen         |            | 4,500      |
| Västerås SK     | Västerås        | Hitachi Energy Arena    |            | 8,900      |

- 1 De acuerdo con la información en la web de la Asociación Sueca de Fútbol.[1]

## Palmarés
| Temporada | Campeón             | Subcampeón        | Tercer lugar Play-off | Máximo goleador                      | Club                             | Goles |
| --------- | ------------------- | ----------------- | --------------------- | ------------------------------------ | -------------------------------- | ----- |
| 2000      | Djurgårdens IF      | Malmö FF          | Mjällby AIF           | Fredrik Gärdeman                     | Åtvidabergs FF                   | 14    |
| 2001      | Kalmar FF           | Landskrona BoIS   | Mjällby AIF           | Daniel Nannskog                      | Landskrona BoIS                  | 21    |
| 2002      | Östers IF           | Enköpings SK      | Västra Frölunda IF    | Ludwig Ernstsson                     | Östers IF                        | 18    |
| 2003      | Kalmar FF           | Trelleborgs FF    | BK Häcken             | Göran Marklund                       | FC Café Opera                    | 23    |
| 2004      | BK Häcken           | Gefle IF          | Assyriska FF          | Stefan Bärlin                        | Västerås SK                      | 23    |
| 2005      | AIK Estocolmo       | Östers IF         | GAIS Göteborg         | Bruno Santos                         | IFK Norrköping                   | 16    |
| 2006      | Trelleborgs FF      | Örebro SK         | IF Brommapojkarna     | Olof Guterstam Stefan Rodevåg        | IF Brommapojkarna Falkenbergs FF | 17    |
| 2007      | IFK Norrköping      | Ljungskile SK     | GIF Sundsvall         | Gardar Gunnlaugsson                  | IFK Norrköping                   | 18    |
| 2008      | Örgryte IS          | BK Häcken         | IF Brommapojkarna     | Jonas Henriksson                     | BK Häcken                        | 19    |
| 2009      | Mjällby AIF         | Åtvidabergs FF    | Assyriska FF          | Marcus Ekenberg Mattias Adelstam     | Mjällby AIF Ängelholms FF        | 19    |
| 2010      | Syrianska FC        | IFK Norrköping    | GIF Sundsvall         | Linus Hallenius                      | Hammarby IF                      | 18    |
| 2011      | Åtvidabergs FF      | GIF Sundsvall     | Ängelholms FF         | Branimir Hrgota                      | Jönköpings Södra IF              | 18    |
| 2012      | Östers IF           | IF Brommapojkarna | Halmstads BK          | Pablo Piñones Arce                   | IF Brommapojkarna                | 18    |
| 2013      | Falkenbergs FF      | Örebro SK         | GIF Sundsvall         | Victor Sköld                         | Falkenbergs FF                   | 20    |
| 2014      | Hammarby IF         | GIF Sundsvall     | Ljungskile SK         | Kennedy Bakircioglu                  | Hammarby IF                      | 17    |
| 2015      | Jönköpings Södra IF | Östersunds FK     | IK Sirius             | Fredrik Olsson                       | Jönköpings Södra IF              | 15    |
| 2016      | IK Sirius           | AFC United        | Halmstads BK          | Shkodran Maholli                     | Åtvidabergs FF                   | 15    |
| 2017      | Brommapojkarna      | Dalkurd FF        | Trelleborgs FF        | Richard Yarsuvat                     | Dalkurd FF                       | 17    |
| 2018      | Helsingborgs        | Falkenbergs FF    | AFC Eskilstuna        | Andri Rúnar Bjarnason                | Helsingborgs IF                  | 16    |
| 2019      | Mjällby             | Varbergs BoIS FC  | IK Brage              | Erik Björndahl                       | Degerfors IF                     | 20    |
| 2020      | Halmstads BK        | Degerfors IF      | Jönköpings Södra      | Pontus Engblom                       | GIF Sundsvall                    | 20    |
| 2021      | IFK Värnamo         | GIF Sundsvall     | Helsingborgs IF       | Anthony Van den Hurk Ajdin Zeljkovic | Helsingborgs IF Örgryte          | 17    |
| 2022      | Brommapojkarna      | Halmstads BK      | Östers IF             | Viktor Granath                       | Västeras SK                      | 26    |
| 2023      | Västeras SK         | GAIS              | Utsiktens BK          | Jesper Westermark                    | Östers IF                        | 17    |
| 2024      | Degerfors IF        | Östers IF         | Landskrona BoIS       | Dijan Vukojevic Assad Al Hamlawi     | Degerfors IF IK Oddevold         | 14    |

## Títulos por club
- Historial de campeones desde la temporada 2000 en adelante.
| Club                | Campeón | Años campeón |
| ------------------- | ------- | ------------ |
| Kalmar FF           | 2       | 2001, 2003   |
| Östers IF           | 2       | 2002, 2012   |
| Mjällby AIF         | 2       | 2009, 2019   |
| Brommapojkarna      | 2       | 2017, 2022   |
| Djurgårdens IF      | 1       | 2000         |
| BK Häcken           | 1       | 2004         |
| AIK Estocolmo       | 1       | 2005         |
| Trelleborgs FF      | 1       | 2006         |
| IFK Norrköping      | 1       | 2007         |
| Örgryte IS          | 1       | 2008         |
| Syrianska FC        | 1       | 2010         |
| Åtvidabergs FF      | 1       | 2011         |
| Falkenbergs FF      | 1       | 2013         |
| Hammarby IF         | 1       | 2014         |
| Jönköpings Södra IF | 1       | 2015         |
| IK Sirius           | 1       | 2016         |
| Helsingborgs        | 1       | 2018         |
| IFK Värnamo         | 1       | 2021         |
| Halmstads BK        | 1       | 2020         |
| Västeras SK         | 1       | 2023         |
| Degerfors IF        | 1       | 2024         |